# FC Bassano 1903
Der FC Bassano 1903 ist ein italienischer Fußballverein aus Bassano del Grappa. Der Verein wurde 1920 gegründet und trug seine Heimspiele im Stadio Rino Mercante aus, das Platz bietet für 3.000 Zuschauer. Bassano Virtus spielte bisher noch nie erst- oder zweitklassig und spielte in der Saison 2022/23 in der Campionato di Eccellenza in Venetien, der höchsten Amateur-Spielklasse in Italien.

## Geschichte
Das heutige Bassano Virtus 55 Soccer Team wurde ursprünglich 1920 als Associazione Calcio Bassano in der norditalienischen Stadt Bassano del Grappa gegründet. Die Stadt mit heutzutage etwa 43.000 Einwohnern liegt in der Provinz Vicenza in der Region Venetien. In den ersten Jahren seines Bestehens spielte der AC Bassano auf regionalem Niveau, ehe zur Spielzeit 1940/41 der erstmalige Sprung in die Prima Divisione, damals vierthöchste Spielklasse im italienischen Fußball, gelang. Dort konnte sich Bassano schnell etablieren und schaffte nach nur einem Jahr den direkten Durchmarsch in die Serie C, wo man bis zur kriegsbedingten Spielpause blieb. Während dieser Zeit hatte Bassano auch seinen Namen geändert und dem faschistischen System angeglichen. Der Verein hieß ab 1935 Associazione Sportiva Fascista Bassano und später ab 1940 Associazione Fascista Calcio Bassano. Nach dem Ende der faschistischen Diktatur in Italien 1945 änderte man erneut den Vereinsnamen und nannte sich fortan Associazione Calcio Bassanese, in Anlehnung an den Namen zur Gründungszeit.
Nach dem Krieg setzte Bassano den Spielbetrieb in der Serie C fort, wo man nach 1945 drei Jahre lang bis zum Ende der Spielzeit 1947/48 verblieb. Mit dem Abstieg in die Promozione in jenem Jahr begann für den AC Bassanese eine schwierige Phase der Vereinsgeschichte, es folgten einige Jahre des tief unterklassigen Fußballs. Erst 1959 konnte man immerhin wieder in die Serie D als vierthöchste Liga aufsteigen, musste aber nach nur einem Jahr den direkten Wiederabstieg hinnehmen. Bis 1970 spielte der Klub daraufhin in der Prima Categoria Veneta und vollzog zwei weitere Namenswechsel, an deren Ende man schließlich als Associazione Calcio Bassano Virtus in die Folgejahre ging. Nach der Rückkehr in die Serie D 1970 verbrachte man dort wieder sechs Spielzeiten, ehe wieder eine Periode des langen Regionalfußballs folgte.
Entscheidend wendete sich das Blatt für Bassano Virtus erst 1996 wieder, als der Modeunternehmer und Multimillionär Renzo Rosso, in Bassano del Grappa ansässig und Inhaber des Modelabels Diesel, den Verein als Besitzer übernahm. Durch die finanzielle Unterstützung Rossos gelang es Bassano Virtus, wieder Fuß zu fassen in höheren Gefilden des italienischen Fußballs. Mit Renzo Rosso als Besitzer und dessen Sohn Stefano Rosso als Präsident stieg Bassano Virtus im Jahr 2000 erstmals nach 24 Jahren wieder in die Serie D auf und konnte sich dort etablieren. Nachdem der Aufstieg in die Serie C2 2002/03 als Vizemeister noch knapp verpasst wurde, gelang dies schließlich nach Ende der Serie D 2004/05, nachdem man in der Girone C den ersten Platz mit drei Punkten vor Itala San Marco belegt hatte. Zudem holte sich das Team die Serie-D-Meisterschaft durch einen Finalsieg gegen Real Marcianise. In der Folge etablierte sich Bassano Virtus in der Serie C2 und stieg 2010 in die Lega Pro Prima Divisione auf, was die Rückkehr in die Drittklassigkeit erstmals seit 1948 bedeutete. Nach Platz elf im ersten Jahr folgte nur zwei Jahre nach dem Aufstieg allerdings schon wieder der Wiederabstieg. In der Saison 2013/14 qualifizierte sich Bassano Virtus als Erster der Girone A der Lega Pro Seconda Divisione mit acht Punkten vor dem AC Renate souverän für die neu gegründete Lega Pro als dritthöchste Spielklasse.
Am 12. Juni 2018 fusionierte Bassano Virtus mit Vicenza Calcio zum neugegründeten L.R. Vicenza Virtus.

## Erfolge
- Serie D: 1× (2004/05)

- Coppa Italia Lega Pro: 1× (2007/08)

## Spieler
- Gianni De Biasi (1989–1990)
- Fabio Moro (198?–1991) Jugend,
- Matteo Gritti (1998–1999)
- Sandro Porchia (2010–)
- Riccardo Bonetto (2011–)
- Joachim Degasperi (2012–2013)
- Nicola Bizzotto (2012–)